# Валь-ди-Суза

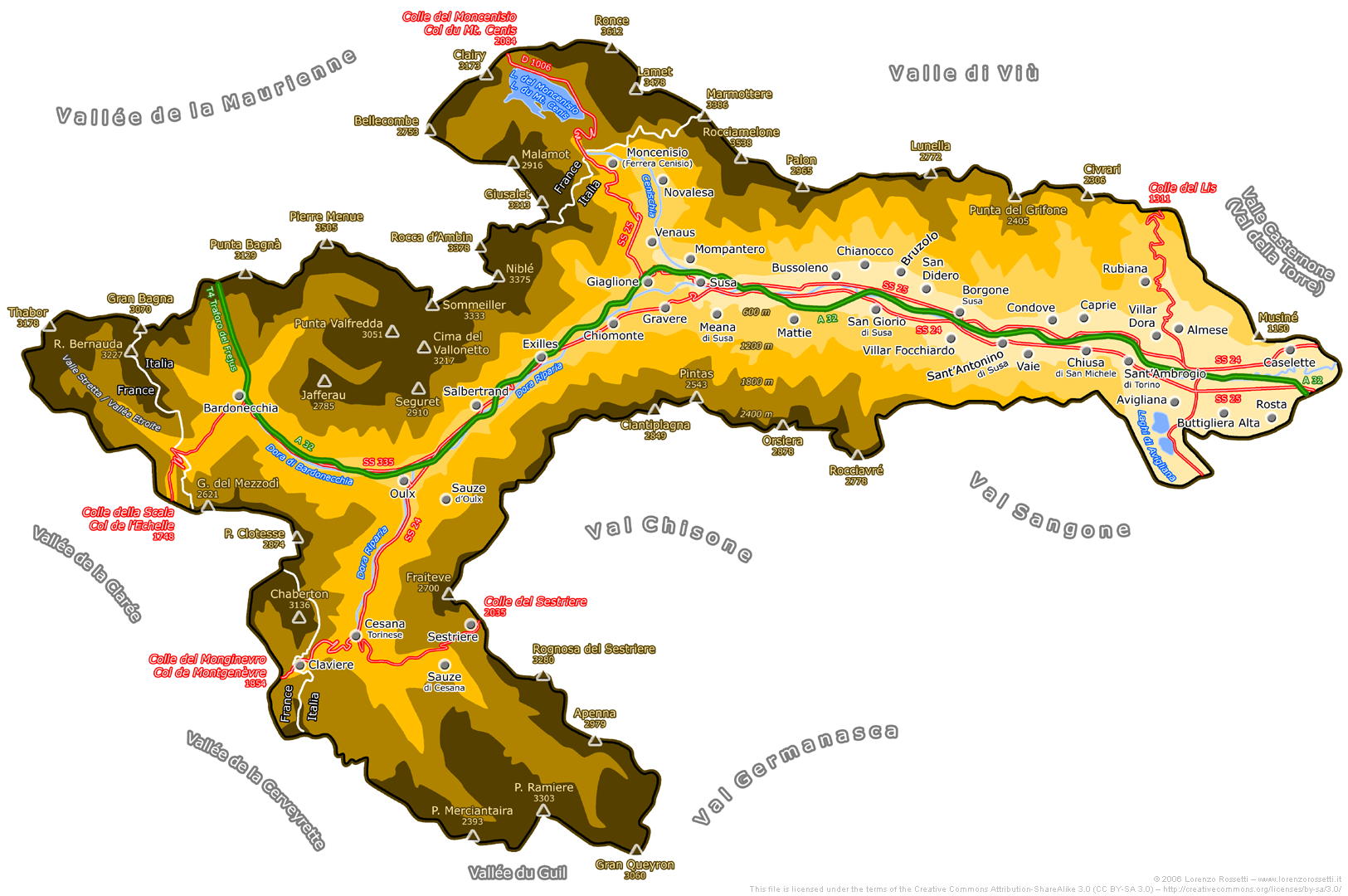
Карта

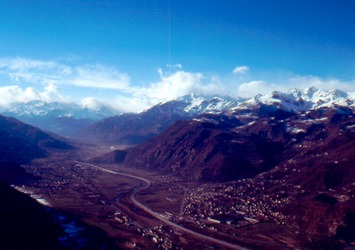
Ландшафт

Долина Сузы (итал. Val di Susa, пьем. Valsusa) — долина в Пьемонте, на самом западе Италии, между Грайскими Альпами (на севере) и Коттскими Альпами (на юге). Долина протянулась от французской границы на западе до окрестностей Турина на востоке. Главный город — Суза.
В Средние века Валь-ди-Суза находилась в границах Туринской марки, которая входила в состав Священной Римской империи. С конца XI века на протяжении 850 лет земли долины принадлежали Савойской династии. Исключением был период с 1802 по 1814 годы, когда Наполеон присоединил долину к своей империи.
К достопримечательностям Валь-ди-Суза относятся аббатства, основанные в Средние века для приёма пилигримов, следовавших по «дороге франков» в Рим. Наиболее известен среди них венчающий высокую гору монастырь Сан-Микеле, который вдохновлял Умберто Эко при создании романа «Имя розы». В окрестностях города Суза сохранилась большая австрийская крепость.
В долине расположена объединённая зона катания итальянских горнолыжных курортов Сестриере, Чезана, Соуз-д’Улькс, Сансикарио, Клавьере, а также французского Монженевр. Общая протяжённость горнолыжных трасс более 400 км на высотах от 1250 до 2823 метров над уровнем моря.